# Małe Pole (Oblęgór)
Małe Pole – część wsi Oblęgór w Polsce położona w województwie świętokrzyskim, w powiecie kieleckim, w gminie Strawczyn.
W latach 1975–1998 Małe Pole administracyjnie należało do województwa kieleckiego.